# Konrad Walcher

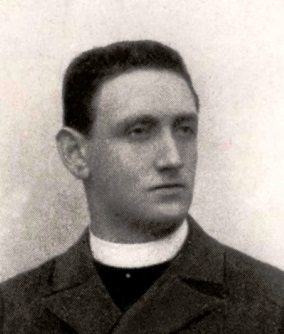
Konrad Walcher

Konrad Walcher (* 22. November 1871 in Reichenfels, Kärnten; † 4. Juni 1928 in Klagenfurt am Wörthersee, Kärnten) war ein österreichischer Geistlicher und Politiker (CSP).

## Leben
Konrad Walcher besuchte als Junge das Gymnasium im Stift St. Paul im Lavanttal. Dennoch maturierte er am Gymnasium in Klagenfurt. In der Kärntner Landeshauptstadt studierte Walcher Theologie. 1896 wurde er daselbst zum Priester geweiht. Danach war er Pfarrer und Dechant in Sankt Veit an der Glan.
1896–1911 war Walcher Chefredakteur des CSP-Organs Kärntner Tagblatt. Sein Nachfolger war Michael Paulitsch.
1910 gehörte er dem 10. Kärntner Landtag an und war auch nach dem Krieg Mitglied der sogenannten  Provisorischen Landesversammlung. Im Dezember 1920 zog er für die Christlichsoziale Partei in den Bundesrat in Wien ein. Der zweiten österreichischen Parlamentskammer gehörte Walcher bis Juni 1927 an.

## Ehrungen
Walcher war Ehrenmitglied der Mittelschulverbindung Karantania Klagenfurt und der CV-Verbindung KÖStV Rudolfina Wien.